# 科爾文鎮區 (北達科他州埃迪縣)
科爾文鎮區（英語：Colvin Township）是位於美國北達科他州埃迪縣的一個鎮區。

## 地方資料
科爾文鎮區的面積為93.45平方千米，當中陸地面積為92.01平方千米，而水域面積為1.44平方千米。根據2020年美國人口普查的數據，當地共有人口68人，而人口密度為每平方千米0.73人。